# Velika nagrada Monze
Velika nagrada Monze (italijansko Gran Premio di Monza) je bila avtomobilistična dirka, ki je med letoma 1922 in 1950 potekala na italijanskem dirkališču Autodromo Nazionale Monza. Edini dirkač z dvema zmagama na dirki je Achille Varzi, med moštvi pa je najuspešnejša Alfa Romeo s štirimi zmagami.

## Zmagovalci
| Leto | Zmagovalec          | Moštvo        | Dirkališče | Poročilo |
| ---- | ------------------- | ------------- | ---------- | -------- |
| 1952 | Nino Farina         | Ferrari       | Monza      | Poročilo |
| 1948 | Jean-Pierre Wimille | Alfa Romeo    | Monza      | Poročilo |
| 1933 | Marcel Lehoux       | Alfa Romeo    | Monza      | Poročilo |
| 1932 | Rudolf Caracciola   | Alfa Romeo    | Monza      | Poročilo |
| 1931 | Luigi Fagioli       | Maserati      | Monza      | Poročilo |
| 1930 | Achille Varzi       | Maserati      | Monza      | Poročilo |
| 1929 | Achille Varzi       | Alfa Romeo    | Monza      | Poročilo |
| 1922 | André Dubonnet      | Hispano-Suiza | Monza      | Poročilo |